# Distretto di Megarine
Il distretto di Megarine è un distretto della provincia di Touggourt, in Algeria.

## Geografia antropica
Il distretto nel 2021 è passato dalla provincia di Ouargla, a quella di Touggourt.

### Comuni
Il distretto di Megarine comprende 2 comuni:
- Megarine
- Sidi Slimane